# Argyreia baronii
Espèce
Argyreia baronii est une espèce de plantes de la famille des Convolvulaceae, endémique de Madagascar.

## Répartition
Argyreia baronii est endémique de Madagascar.